# Vitfryle
Vitfryle (Luzula luzuloides) är en gräslik växtart i familjen Tågväxter.